# 阿勒湖
56°00′00″N 12°04′00″E / 56.00000°N 12.06667°E

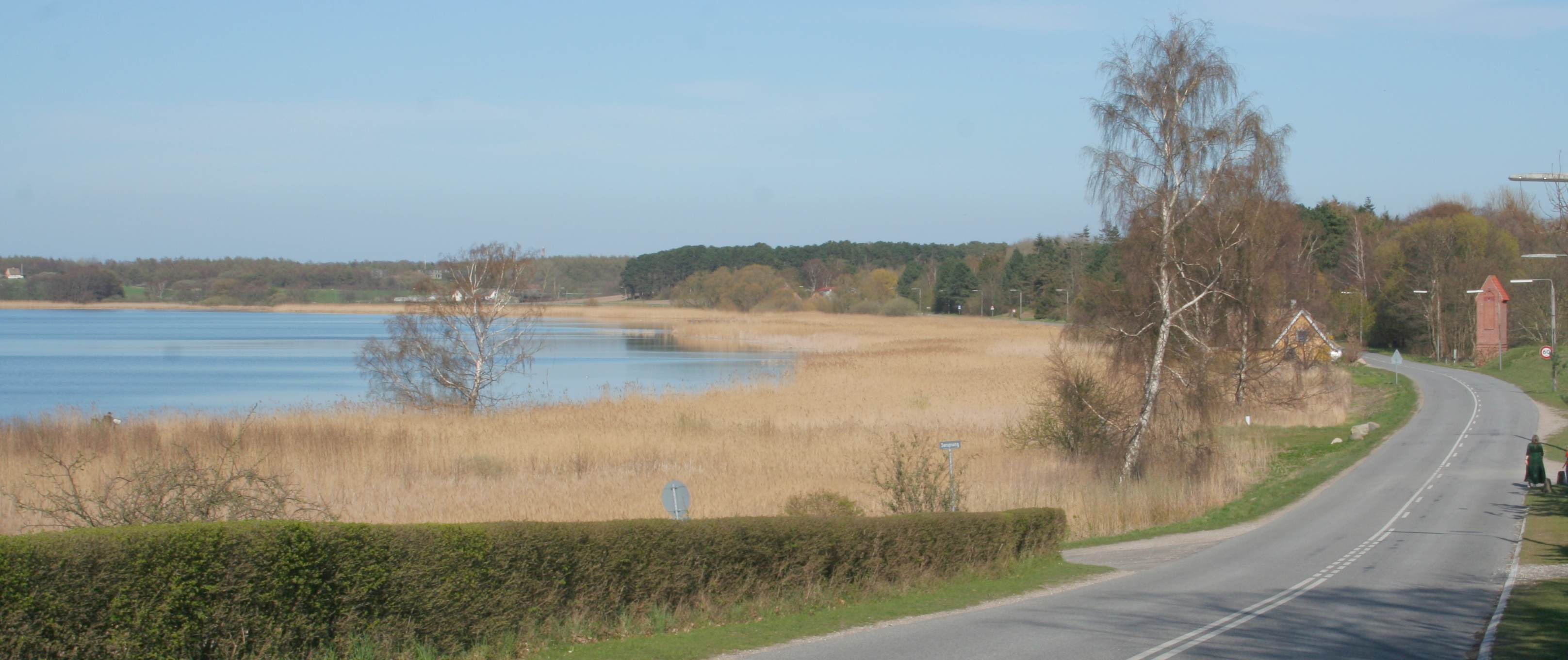
阿勒湖

阿勒湖（丹麥語：Arresø）是丹麥的湖泊，由首都大區負責管轄，面積39.87平方公里，集水區面積216.1平方公里，海拔高度4米，平均水深3.1米，最大水深5.6米，蓄水量約1.23億立方米。

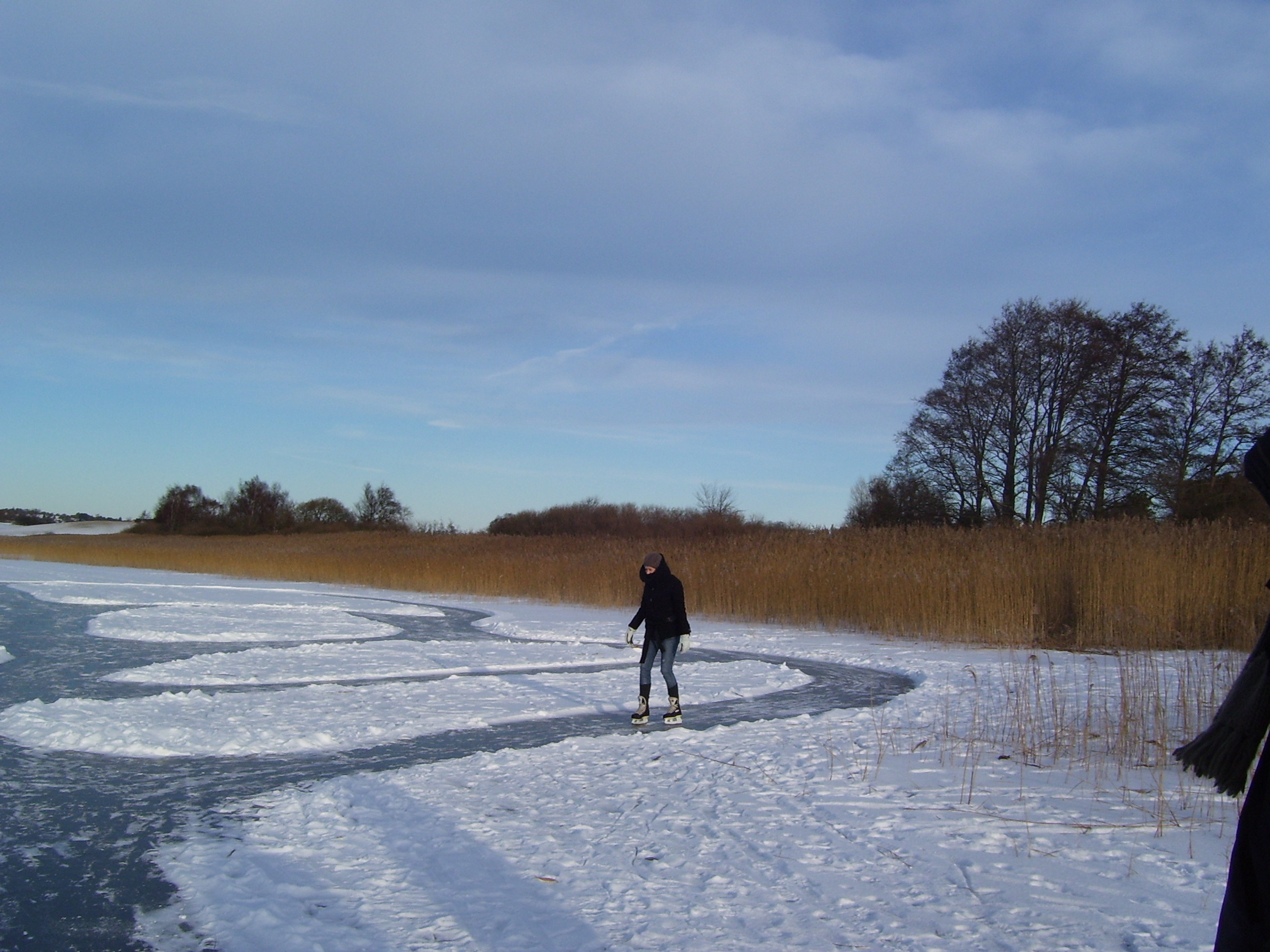
冬季湖面被冰雪覆蓋時，遊人溜冰
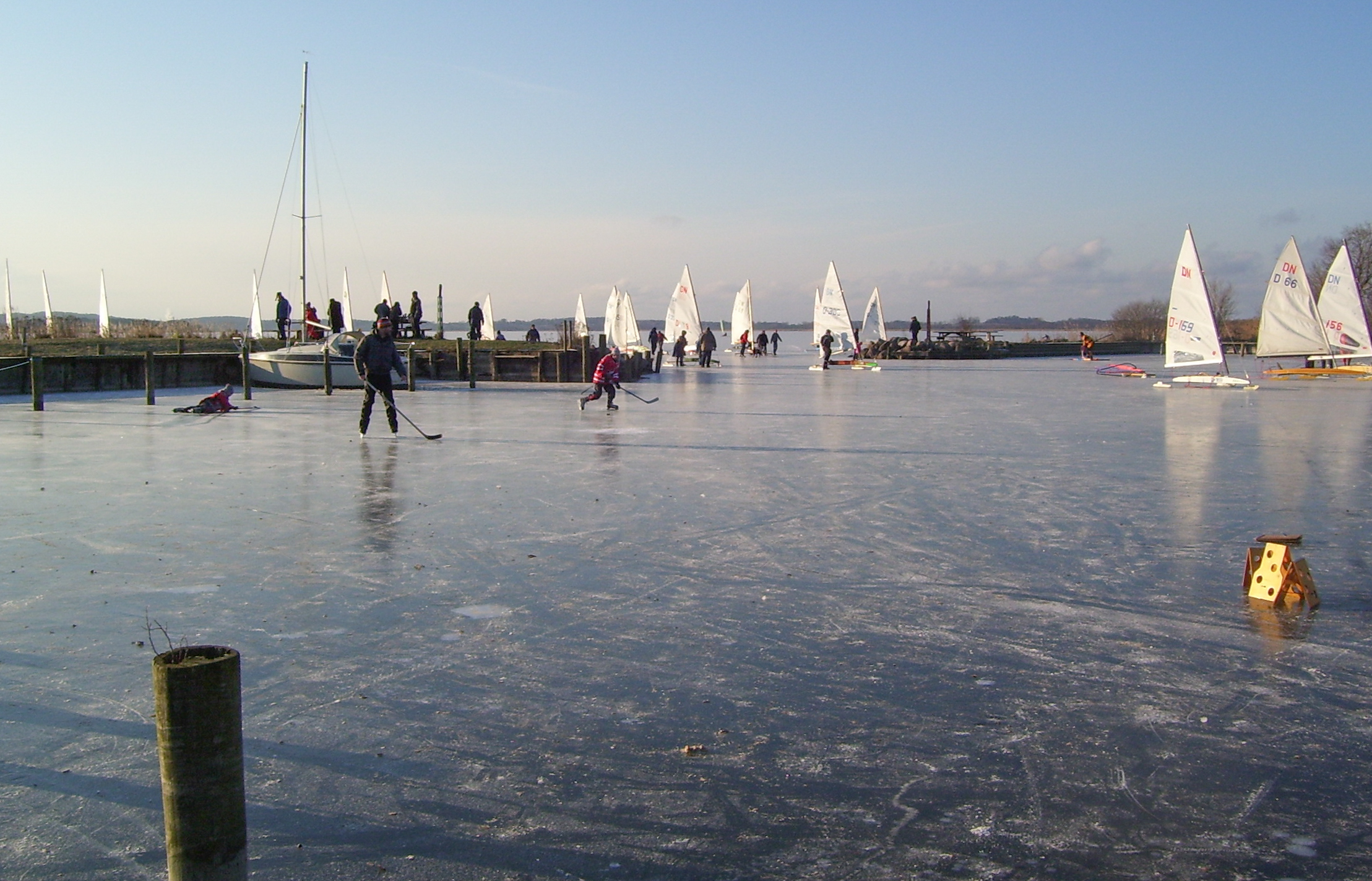
遊人於湖面結冰時玩冰球

## 外部連結
- Arresø - facts and details (danish)